# Alla Alekszandrovna Kudrjavceva
Alla Alekszandrovna Kudrjavceva (oroszul: А́лла Алекса́ндровна Кудря́вцева; Moszkva, 1987. november 3. –) orosz hivatásos teniszezőnő.
2005–2021 közötti pályafutása során egyéniben egy, párosban kilenc WTA-versenyt nyert meg. Egyetlen egyéni tornagyőzelmét 2010-ben aratta Taskentben. Emellett egyéniben kettő, párosban tizenhárom ITF-tornagyőzelmet aratott.
Grand Slam-tornán a legjobb teljesítményét egyéniben 2008-ban érte el Wimbledonban, amikor a negyedik körig jutott (legyőzve többek között az akkori világranglista második helyén álló Marija Sarapovát). Párosban négy alkalommal is bejutott a negyeddöntőbe: a 2012-es és a 2016-os Australian Openen, 2014-ben Wimbledonban és a 2015-ös US Openen. A világranglistán a legjobb helyezése egyéniben az 56. volt, amelyet 2010 októberében ért el, párosban a 15. helyen állt 2014. szeptember 8-án.
2021. november 2-án jelentette be, hogy visszavonul a profi sportpályafutástól.

## WTA-döntői

### Egyéni

#### Győzelmei (1)
| Összesítés           |                        |
| Grand Slam-torna (0) |                        |
| Tier I (0)           | Premier Mandatory* (0) |
| Tier II (0)          | Premier Five* (0)      |
| Tier III (0)         | Premier* (0)           |
| Tier IV (0)          | International* (1)     |
| Tier V (0)           | Challenger* (0)        |

* 2009-től megváltozott a tornák rendszere. Challenger tornákat 2012-től rendeznek.
 Az egymás mellett azonos színnel jelölt tornatípusok között nincs teljes mértékű megfelelés.
| Borítás szerint |
| Kemény (1)      |
| Salak (0)       |
| Fű (0)          |
| Szőnyeg (0)     |

| No. | Dátum                | Helyszín               | Borítás | Ellenfél a döntőben | Eredmény a döntőben |
| 1.  | 2010. szeptember 25. | Tashkent Open, Taskent | Kemény  | Jelena Vesznyina    | 6–4, 6–4            |

#### Elveszített döntői (1)
| No. | Dátum                | Helyszín                                     | Borítás | Ellenfél a döntőben | Eredmény a döntőben |
| 1.  | 2010. szeptember 19. | Guangzhou International Women’s Open, Kanton | Kemény  | Jarmila Groth       | 1–6, 4–6            |

### Páros

#### Győzelmei (9)
| Összesítés           |                        |
| Grand Slam-torna (0) |                        |
| Tier I (0)           | Premier Mandatory* (0) |
| Tier II (0)          | Premier Five* (0)      |
| Tier III (1)         | Premier* (3)           |
| Tier IV (0)          | International* (5)     |
| Tier V (0)           | Challenger* (0)        |

* 2009-től megváltozott a tornák rendszere.
 Az egymás mellett azonos színnel jelölt tornatípusok között nincs teljes mértékű megfelelés.
|    | Dátum                | Torna                             | Borítás      | Partner             | Ellenfelek a döntőben                      | Eredmény a döntőben |
| 1. | 2007. szeptember 23. | Sunfeast Open, Kalkutta           | Kemény       | Vania King          | Alberta Brianti Marija Koritceva           | 6–1, 6–4            |
| 2. | 2010. június 18.     | UNICEF Open, ’s-Hertogenbosch     | Fű           | Anastasia Rodionova | Vania King Jaroszlava Svedova              | 3–6, 6–3, [10–6]    |
| 3. | 2011. február 19.    | Cellular South Cup, Memphis       | Kemény (f)   | Volha Havarcova     | Andrea Hlaváčková Lucie Hradecká           | 6–3, 4–6, [10–8]    |
| 4. | 2011. június 12.     | AEGON Classic, Birmingham         | Fű           | Volha Havarcova     | Sara Errani Roberta Vinci                  | 1–6, 6–1, [10–5]    |
| 5. | 2013. szeptember 15. | Bell Challenge, Québec City       | Szőnyeg (f)  | Anastasia Rodionova | Andrea Hlaváčková Lucie Hradecká           | 6–4, 6–3            |
| 6. | 2014. január 4.      | Brisbane International, Brisbane  | Kemény       | Anastasia Rodionova | Kristina Mladenovic Galina Voszkobojeva    | 6–3, 6–1            |
| 7. | 2014. február 22.    | Dubai Tennis Championships, Dubaj | Kemény       | Anastasia Rodionova | Raquel Kops-Jones Abigail Spears           | 6–2, 5–7, [10–8]    |
| 8. | 2014. október 12.    | Tianjin Open, Tiencsin            | Kemény       | Anastasia Rodionova | Sorana Cîrstea Andreja Klepač              | 6–7(6), 6–2, [10–8] |
| 9. | 2018. április 8.     | Volvo Car Open, Charleston        | Salak (zöld) | Katarina Srebotnik  | Andreja Klepač María José Martínez Sánchez | 6–3, 6–3            |

#### Elveszített döntői (11)
|     | Dátum                | Torna                                                    | Borítás     | Partner                     | Ellenfelek a döntőben                | Eredmény a döntőben |
| 1.  | 2007. február 18.    | Bangalore Open, Bengaluru                                | Kemény      | Hszie Su-vej                | Csan Jung-zsan Csuang Csia-zsung     | 7–6(4), 2–6, [9–11] |
| 2.  | 2008. július 13.     | Internazionali Femminili di Palermo, Palermo             | Salak       | Anasztaszija Pavljucsenkova | Sara Errani Nuria Llagostera Vives   | 6–2, 6–7(1), [4–10] |
| 3.  | 2009. október 11.    | China Open, Peking                                       | Kemény      | Jekatyerina Makarova        | Hszie Su-vej Peng Suaj               | 3–6, 1–6            |
| 4.  | 2010. május 23.      | Internationaux de Strasbourg, Strasbourg                 | Salak       | Anastasia Rodionova         | Alizé Cornet Vania King              | 6–3, 4–6, [7–10]    |
| 5.  | 2011. július 31.     | Citi Open, Washington, D.C.                              | Kemény      | Volha Havarcova             | Szánija Mirza Jaroszlava Svedova     | 3–6, 3–6            |
| 6.  | 2013. október 20.    | Kreml Kupa, Moszkva                                      | Kemény (f)  | Anastasia Rodionova         | Szvetlana Kuznyecova Samantha Stosur | 1–6, 6–1, [8–10]    |
| 7.  | 2014. február 2.     | PTT Pattaya Open, Pattaja                                | Kemény      | Anastasia Rodionova         | Peng Suaj Csang Suaj                 | 6–3, 6–7(5), [6–10] |
| 8.  | 2016. június 19.     | AEGON Classic, Birmingham                                | Fű          | Vania King                  | Karolína Plíšková Barbora Strýcová   | 3–6, 6–7(1)         |
| 9.  | 2016. szeptember 18. | Coupe Banque Nationale, Québec City                      | Szőnyeg (f) | Alekszandra Panova          | Andrea Hlaváčková Lucie Hradecká     | 6–7(2), 6–7(2)      |
| 10. | 2017. július 30.     | Jiangxi Open, Nancsang, Kína                             | Kemény      | Arina Rodionova             | Csiang Hszin-jü Tang Csien-huj       | 3–6, 2–6            |
| 11. | 2018. február 4.     | St. Petersburg Ladies Trophy, Szentpétervár, Oroszország | Kemény (f)  | Katarina Srebotnik          | Bacsinszky Tímea Vera Zvonarjova     | 6–2, 1–6, [3–10]    |

## Eredményei Grand Slam-tornákon

### Egyéni
| Grand Slam | Australian Open | Australian Open     | Roland Garros  | Roland Garros      | Wimbledon      | Wimbledon            | US Open        | US Open          |
| Év         | Eredmény        | Utolsó ellenfél     | Eredmény       | Utolsó ellenfél    | Eredmény       | Utolsó ellenfél      | Eredmény       | Utolsó ellenfél  |
| 2006       | Selejtező (Q1)  | Selejtező (Q1)      | Selejtező (Q1) | Selejtező (Q1)     | Selejtező (Q1) | Selejtező (Q1)       | Selejtező (Q1) | Selejtező (Q1)   |
| 2007       | 2. kör          | Martina Hingis      | 3. kör         | M Sarapova         | 1. kör         | Venus Williams       | 1. kör         | Nicole Vaidišová |
| 2008       | 1. kör          | A Bondarenko        | 1. kör         | Szugijama Ai       | 4. kör         | Nagyja Petrova       | 1. kör         | Csan Jung-zsan   |
| 2009       | 1. kör          | Gyinara Szafina     | 2. kör         | Iveta Benešová     | 1. kör         | J Gyementyjeva       | 1. kör         | A Bondarenko     |
| 2010       | 2. kör          | Agnieszka Radwańska | 1. kör         | Caroline Wozniacki | 2. kör         | A Klejbanova         | 1. kör         | Yanina Wickmayer |
| 2011       | 1. kör          | Jelena Janković     | 1. kör         | Simona Halep       | 1. kör         | Li Na                | 3. kör         | Angelique Kerber |
| 2012       | 1. kör          | Pauline Parmentier  | Selejtező (Q1) | Selejtező (Q1)     | Selejtező (Q1) | Selejtező (Q1)       | 1. kör         | S Soler Espinosa |
| 2013       | Selejtező (Q1)  | Selejtező (Q1)      | Selejtező (Q3) | Selejtező (Q3)     | Selejtező (Q2) | Selejtező (Q2)       | Selejtező (Q1) | Selejtező (Q1)   |
| 2014       | 2. kör          | Angelique Kerber    | Selejtező (Q1) | Selejtező (Q1)     | 1. kör         | B Záhlavová Strýcová | 2. kör         | Angelique Kerber |
| 2015       | 1. kör          | Johanna Larsson     | Selejtező (Q1) | Selejtező (Q1)     | Selejtező (Q1) | Selejtező (Q1)       | Selejtező (Q3) | Selejtező (Q3)   |
| 2016       | Selejtező (Q1)  | Selejtező (Q1)      | −              | −                  | Selejtező (Q1) | Selejtező (Q1)       | Selejtező (Q1) | Selejtező (Q1)   |
| 2017       | −               | −                   | Selejtező (Q1) | Selejtező (Q1)     | Selejtező (Q2) | Selejtező (Q2)       | Selejtező (Q2) | Selejtező (Q2)   |

### Páros
| Grand Slam | Australian Open           | Australian Open                       | Roland Garros           | Roland Garros                          | Wimbledon               | Wimbledon                          | US Open                      | US Open                                |
| Év         | Eredmény Partner          | Utolsó ellenfél                       | Eredmény Partner        | Utolsó ellenfél                        | Eredmény Partner        | Utolsó ellenfél                    | Eredmény Partner             | Utolsó ellenfél                        |
| 2007       | 2. kör Jelena Bovina      | Szun Seng-nan Szun Tien-tien          | 2. kör Emma Laine       | Michaëlla Krajicek Agnieszka Radwańska | 1. kör Hszie Su-vej     | V Azaranka A Csakvetadze           | 1. kör Hszie Su-vej          | T Pucsak Tamarine Tanasugarn           |
| 2008       | 2. kör Hszie Su-vej       | Nicole Vaidišová B Záhlavová-Strýcová | 1. kör Martina Müller   | Jen Ce Cseng Csie                      | 3. kör Vania King       | Cara Black Liezel Huber            | 1. kör Vania King            | A-L Grönefeld Patty Schnyder           |
| 2009       | 2. kör J Makarova         | Casey Dellacqua F Schiavone           | 1. kör A Amanmuradova   | L Domínguez Lino Sara Errani           | 3. kör Monica Niculescu | A Medina Garrigues V Ruano Pascual | 3. kör Volha Havarcova       | Cara Black Liezel Huber                |
| 2010       | 2. kör J Makarova         | Csan Jung-zsan Monica Niculescu       | 3. kör Volha Havarcova  | N Llagostera Vives MJ Martínez Sánchez | 3. kör Hszie Su-vej     | Liezel Huber B Mattek-Sands        | 2. kör Darja Kusztava        | Cara Black Anastasia Rodionova         |
| 2011       | 3. kör Volha Havarcova    | Gisela Dulko Flavia Pennetta          | 2. kör Jasmin Wöhr      | Andrea Hlaváčková Lucie Hradecká       | 2. kör Volha Havarcova  | Angelique Kerber Christina McHale  | 3. kör J Makarova            | Daniela Hantuchová Agnieszka Radwańska |
| 2012       | Negyeddöntő J Makarova    | Sara Errani Roberta Vinci             | 1. kör K Jans-Ignacik   | N Llagostera Vives MJ Martínez Sánchez | 1. kör Sloane Stephens  | B Mattek-Sands Szánija Mirza       | 1. kör Volha Havarcova       | Jarmila Gajdošová Alicja Rosolska      |
| 2013       | 1. kör Sahar Peér         | Darija Jurak Marosi Katalin           | 3. kör A Rodionova      | Varvara Lepchenko Cseng Szaj-szaj      | 1. kör A Rodionova      | Andrea Hlaváčková Lucie Hradecká   | 2. kör A Rodionova           | Sara Errani Roberta Vinci              |
| 2014       | 1. kör A Rodionova        | Jarmila Gajdošová Ajla Tomljanović    | 1. kör A Rodionova      | Andreja Klepač MT Torró Flor           | Negyeddöntő A Rodionova | Babos Tímea K Mladenovic           | 3. kör A Rodionova           | Květa Peschke K Srebotnik              |
| 2015       | 3. kör A Pavljucsenkova   | R Kops-Jones Abigail Spears           | 2. kör A Pavljucsenkova | Belinda Bencic Kateřina Siniaková      | 3. kör A Pavljucsenkova | Cara Black Lisa Raymond            | Negyeddöntő A Pavljucsenkova | Casey Dellacqua J Svedova              |
| 2016       | Negyeddöntő Vania King    | Julia Görges Karolína Plíšková        | 1. kör Vania King       | M Gaszparjan Sz Kuznyecova             | 2. kör Vania King       | Christina McHale Jeļena Ostapenko  | 3. kör Sabine Lisicki        | Andreja Klepač K Srebotnik             |
| 2017       | –                         | –                                     | 2. kör A Panova         | J Makarova J Vesznyina                 | 1. kör A Panova         | Lesley Kerkhove Lidzija Marozava   | 2. kör Cseng Szaj-szaj       | Lucie Šafářová Barbora Strýcová        |
| 2018       | 2. kör Michaëlla Krajicek | Csan Hao-csing Katarina Srebotnik     | 1. kör V Kugyermetova   | Kiki Bertens Johanna Larsson           | 1. kör L Kicsenok       | B Mattek-Sands Lucie Šafářová      | –                            | –                                      |
| 2019       | –                         | –                                     | –                       | –                                      | –                       | –                                  | –                            | –                                      |
| 2020       | –                         | –                                     |                         |                                        | elmaradt                | elmaradt                           | 2. kör Okszana Kalasnikova   | Květa Peschke Demi Schuurs             |

## Év végi világranglista-helyezései
| Év     | 2003 | 2004 | 2005 | 2006 | 2007 | 2008 | 2009 | 2010 | 2011 | 2012 | 2013 | 2014 | 2015 | 2016 | 2017 | 2018 | 2019 | 2020 |
| Egyéni | 847. | 809. | 216. | 138. | 90.  | 71.  | 90.  | 61.  | 104. | 208. | 176. | 98.  | 170. | 137. | 351. | 681. | −    | −    |
| Páros  | −    | 346. | 210. | 115. | 56.  | 49.  | 33.  | 41.  | 39.  | 73.  | 31.  | 18.  | 29.  | 25.  | 71.  | 54.  | −    | 341. |